# El Ouldja (Sétif)
Pour les articles homonymes, voir El Ouldja.
El Ouldja est une commune de la wilaya de Sétif en Algérie.